# Abu Nuwas (cratère)
Abu Nuwas  est le nom d'un cratère d'impact, d'un diamètre de 116 km, présent sur la surface de Mercure. Le cratère fut nommé par l'Union astronomique internationale en hommage au poète arabe Ábû Nuwâs.

## Compléments